# 제60회 골든 글로브상
제60회 골든 글로브상은 2002년 상영된 영화 중 가장 뛰어난 영화를 수상하기 위해 2003년 1월 19일에 열린 시상식이다. 미국,캘리포니아/비버리 힐튼 호텔에서 개최되었다.

## 수상 및 후보

### 세실 B. 데밀 상
- 진 핵크만 수상

### 작품상-드라마
- 디 아워스 - 스티븐 달드리 수상
- 갱스 오브 뉴욕 - 마틴 스코세이지
- 반지의 제왕 2 - 두 개의 탑 - 피터 잭슨
- 어바웃 슈미트 - 알렉산더 페인
- 피아니스트 - 로만 폴란스키

### 여우주연상-드라마
- 디 아워스 - 니콜 키드먼 수상
- 파 프롬 헤븐 - 줄리안 무어
- 프리다 - 셀마 헤이엑
- 언페이스풀 - 다이안 레인
- 디 아워스 - 메릴 스트립

### 남우주연상-드라마
- 어바웃 슈미트 - 잭 니콜슨 수상
- 콰이어트 아메리칸 - 마이클 케인
- 피아니스트 - 애드리언 브로디
- 캐치 미 이프 유 캔 - 레오나르도 디카프리오
- 갱스 오브 뉴욕 - 다니엘 데이 루이스

### 작품상-뮤지컬코미디
- 시카고 - 롭 마샬 수상
- 나의 그리스식 웨딩 - 조엘 즈윅
- 어댑테이션 - 스파이크 존즈
- 어바웃 어 보이 - 크리스 웨이츠
- 니콜라스 니클비 - 더글러스 맥그라스
- 어바웃 어 보이 - 폴 웨이츠

### 여우주연상-뮤지컬코미디
- 시카고 - 르네 젤위거 수상
- 시카고 - 캐서린 제타-존스
- 와일드 클럽 - 골디 혼
- 세크리터리 - 매기 질렌할
- 나의 그리스식 웨딩 - 니아 발다로스

### 남우주연상-뮤지컬코미디
- 시카고 - 리차드 기어 수상
- 어바웃 어 보이 - 휴 그랜트
- 이그비 고즈 다운 - 키에란 컬킨
- 펀치 드렁크 러브 - 아담 샌들러
- 어댑테이션 - 니콜라스 케이지

### 여우조연상
- 어댑테이션 - 메릴 스트립 수상
- 어바웃 슈미트 - 케시 베이츠
- 갱스 오브 뉴욕 - 카메론 디아즈
- 이그비 고즈 다운 - 수잔 서랜든
- 시카고 - 퀸 라티파

### 남우조연상
- 어댑테이션 - 크리스 쿠퍼 수상
- 디 아워스 - 에드 해리스
- 파 프롬 헤븐 - 데니스 퀘이드
- 로드 투 퍼디션 - 폴 뉴먼
- 시카고 - 존 C. 라일리

### 외국어 영화상
- 그녀에게 - 페드로 알모도바르 수상
- 시티 오브 갓 - 페르난도 메이렐레스
- 영웅 - 장이머우
- 시티 오브 갓 - 카티아 런드

### 감독상
- 갱스 오브 뉴욕 - 마틴 스코세이지 수상
- 디 아워스 - 스티븐 달드리
- 시카고 - 롭 마샬
- 반지의 제왕 2 - 두 개의 탑 - 피터 잭슨
- 어바웃 슈미트 - 알렉산더 페인
- 어댑테이션 - 스파이크 존즈

### 각본상
- 어바웃 슈미트 - 알렉산더 페인 수상
- 어바웃 슈미트 - 짐 테일러 수상
- 파 프롬 헤븐 - 토드 헤인즈
- 시카고 - 빌 콘돈
- 어댑테이션 - 찰리 카우프만
- 디 아워스 - 데이비드 헤어

### 음악상
- 프리다 - 엘리엇 골든덜 수상
- 토끼 울타리 - 피터 가브리엘
- 25시 - 테런스 블랜처드
- 파 프롬 헤븐 - 엘머 번스타인
- 디 아워스 - 필립 글래스

### 주제가상
- 갱스 오브 뉴욕 - 유투 수상
- 8 마일 - 에미넴
- 007 제20탄 - 어나더 데이 - 마돈나
- 쏜베리의 가족 탐험대 - 극장판 - 폴 시몬
- 스피릿 - 한스 짐머

## 같이 보기
- 제75회 아카데미상
- 제23회 골든 래즈베리상
- 제9회 미국 배우 조합상
- 제56회 영국 아카데미 영화상